# 4187 Shulnazaria
4187 Shulnazaria eller 1978 GR3 är en asteroid i huvudbältet som upptäcktes den 11 april 1978 av den rysk-sovjetiske astronomen Nikolaj Tjernych vid Krims astrofysiska observatorium på Krim. Den har fått sitt namn efter Leonid Shul'man and Galina Nazarchuk.
Asteroiden har en diameter på ungefär 14 kilometer.